# Jean-Louis Scherrer
Pour les articles homonymes, voir Scherrer.
Jean-Louis Scherrer, né le 19 février 1935 à Lyon 3e et mort le 20 juin 2013 à Paris 15e, est un créateur de mode de haute couture français. Il fait ses débuts chez Dior avant de monter sa propre marque et d'en faire un temple du chic parisien dans les années 1980.

## Biographie
Jean-Louis Scherrer est le fils du docteur Pierre Scherrer, médecin psychiatre, directeur de l'hôpital psychiatrique d'Auxerre. 
Désirant devenir danseur professionnel, Jean-Louis Scherrer suit les cours du Conservatoire national de Paris, mais il est victime d'une chute qui l’oblige à changer de projet. Poussé par sa mère, il se tourne alors vers la haute couture.  
Devenu styliste à 21 ans, après l'obtention d'un diplôme de la Chambre syndicale de la haute couture parisienne, il entre chez Dior en 1956. Après la mort du couturier Christian Dior, il travaille avec Yves Saint Laurent, puis avec Louis Féraud.
En 1962, il décide d'ouvrir sa propre maison de couture au 182, rue du Faubourg-Saint-Honoré.
Il expose sa première collection (ses robes de cocktails fauve, à pois ou fleuris) dans une cave à vin. En 1971, il réalise son rêve, en ouvrant une boutique au 51, avenue Montaigne. Le lieu devient un haut-lieu du milieu branché parisien. Il reçoit l'appellation « haute couture ». Il tente la création dans le prêt-à-porter. Sept ans plus tard, il impose sa marque au Japon et celle-ci fait un triomphe.
En 1979, le styliste se lance dans la création de parfums : Jean-Louis Scherrer, suivi de Scherrer 2, et Nuits indiennes. Il inaugure sa ligne de fourrures. Parallèlement, il se diversifie avec la collection de différents accessoires : lunettes, chaussures et cravates. En 1980, il reçoit le Dé d'or de la Haute couture parisienne pour sa collection « Russe » qui est un succès international.
Il vend une première fois son entreprise et son nom à des Américains, puis rachète celle-ci pour un franc symbolique. Au début des années 1990, Jean-Louis Scherrer décide de céder une seconde fois son entreprise, à un groupe japonais nommé Seibu ; celui-ci le licencie quelque temps après et confie le management et la direction à Jean-Claude Cathalan, l'époux de Hiroko Matsumoto. Il s'agit de la première maison de haute couture à perdre son créateur originel ; suivront Guy Laroche, Givenchy…
En 1994, les premières collections au nom de Jean Louis Scherrer sans Jean-Louis Scherrer, sont créées par Emmanuel Chaussade pour les collections de prêt-à-porter et par Erik Mortensen pour les collections de haute couture couronné d'un Dé d'or de la haute couture parisienne.
En 1997, la création des accessoires et de la ligne de prêt-à-porter est déléguée à Stéphane Rolland. Deux ans plus tard, il lance une nouvelle ligne de prêt-à-porter masculin. La reprise de la direction artistique par celui-ci jusqu'en 2006 achèvera définitivement la marque en la reléguant au passé, et ce, malgré une reprise fulgurante de Bouchra Jarrar et de Michel Harcourt.
En 2000, la maison Scherrer ouvre sa première boutique à Pékin en Chine. Christian Clerc qui a été son directeur pendant quinze ans a largement contribué à sa renommée mondiale, en étant successivement son directeur commercial, directeur des licences, et enfin directeur général. 
Au début des années 2000, la marque et l'entreprise Jean-Louis Scherrer sont rachetées à la holding STEFA/EK Finances par le groupe Duménil. 
La maison cesse son activité haute couture en juillet 2007 puis ferme en 2008, sous le regard consterné de Jean-Louis Scherrer. Néanmoins, Aoyama commercialise une collection de montures optiques et solaires du nom de la marque qui s'adresse aux femmes et à aux hommes.
En 2011, la société JSB International, spécialisée dans le luxe accessible depuis plus de 30 ans, rachète la griffe, et souhaite lui donner un souffle nouveau d'après son PDG Bruno Bensoussan. Le groupe JSB International annonce qu'une boutique Jean-Louis Scherrer ouvrira 111, rue du Faubourg-Saint-Honoré en avril 2014, là où, trente ans plus tôt, le créateur avait ouvert son premier magasin.

## Mode
La maison Jean-Louis Scherrer fait usage de codes bien précis au cours de son existence, le léopard, la jupe à pois, les épaules marquées et la taille écrasée, un style très graphique découlant de la passion du couturier pour l'époque Bauhaus. 
Les clientes les plus célèbres sont Françoise Sagan, Anne-Aymone Giscard d'Estaing, la princesse Paola de Belgique, Raquel Welch, Claudia Cardinale, Jackie Kennedy, Michèle Morgan parmi d'autres.

## Vie privée
Jean-Louis Scherrer, est promu officier de la Légion d'honneur en 2008 par le président Nicolas Sarkozy.
Divorcé de Laurence Laetitia Coëffin († le 5 août 2021), il est le père de deux filles, Laetitia Scherrer (ex-mannequin), et Leonor Scherrer. Il meurt dans la maison médicale Jeanne-Garnier dans le 15e arrondissement de Paris, et est incinéré au cimetière du Père-Lachaise selon le rite méthodiste.